# Кубок Фарерских островов по футболу 2022
Кубок Фарерских островов по футболу 2022  (фар. Løgmanssteypið 2022) — 67-й розыгрыш Кубка Фарерских островов по футболу.

## Календарь
| Раунд                 | Дата                      |
| --------------------- | ------------------------- |
| Предварительный раунд | 2-3 апреля 2022           |
| Первый раунд          | 14 апреля 2022            |
| 1/4 финала            | 18 мая 2022               |
| Полуфиналы            | 7 сентября/5 октября 2022 |
| Финал                 | 29 октября 2022           |

## Некоторые факты
Самый разгромный матч: 8-0 (Хойвик - Мидвагур), 9-1 (ХБ - Судурой);
Самый результативный матч: 9-1 (ХБ - Судурой)
Самая результативная ничья: 2-2 (КИ - 07 Вестур), (ХБ - Викингур)

## Предварительный раунд
В предварительном раунде участвуют клубы из низших лих Фарерского футбола
В скобках указан уровень лиги в которой выступает команда
| Команда 1 | Результат | Команда 2 |
| --------- | --------- | --------- |
| Хойвик    | 8–0       | Мидвагур  |
| Судурой   | 5–0       | Ройн      |

## Первый раунд
В первом раунде участвуют 2 победителя предварительного раунда, 4 клуба из Первого дивизиона, а также 10 представителей Премьер Лиги
| Команда 1   | Результат | Команда 2 |
| ----------- | --------- | --------- |
| ХБ          | 9–1       | Судурой   |
| Викингур    | 4–0       | Ундри     |
| ТБ          | 4–0       | Хойвик    |
| ЭБ/Стреймур | 2–4       | 07 Вестур |
| АБ          | 4–2       | Б-68      |
| ИФ          | 4–0       | Б-71      |
| СКАЛА       | 0–3       | КИ        |
| НСИ (1)     | 1–4       | Б-36      |

## 1/4 финала
| Команда 1 | Результат | Команда 2 |
| --------- | --------- | --------- |
| ТБ        | 1–4       | 07 Вестур |
| ХБ        | 2–1       | АБ        |
| КИ        | 3–0       | ИФ        |
| Б-36      | 0–2       | Викингур  |

## Полуфиналы
| Команда 1 | Итог | Команда 2 | 1-й матч | 2-й матч |
| --------- | ---- | --------- | -------- | -------- |
| КИ        | 6–2  | 07 Вестур | 2–2      | 4–0      |
| ХБ        | 2–3  | Викингур  | 2–2      | 0–1      |

## Финал
| Команда 1 | Результат | Команда 2 |
| --------- | --------- | --------- |
| КИ        | 0–1       | Викингур  |